# Ԭ
Ԭ (Ԭ ԭ; курсив: Ԭ ԭ) е буква от кирилицата. Формата на буквата възниква като лигатура на кирилските букви Д и Ч.
Ԭ се използва в стар правопис на коми.

## Използване
Тази буква представлява звучната венечно-небна преградно-проходна съгласна /d͡ʑ/.
Той е бил използван главно в североизточна европейска Русия от езика коми на народа коми.

## Кодове
| Буква  | Уникод |
| ------ | ------ |
| Главна | U+052C |
| Малка  | U+052D |